# زبان ماری
زبان ماری (марий йылме) از زبان‌های اورالی رایج در کشور روسیه است که در منطقه خودمختار ماری ال حدود ششصدهزار تن گویشور دارد. این زبان به خط سیریلیک نوشته می‌شود و گویش‌های متعددی را نیز در بر می‌گیرد. همچنین از یک نوع خط لاتین که گونه‌ای تغییر یافته از خط فنلاندی است برای نگارش این زبان‌های پیوندی استفاده می‌شود.